# Перлова Наталія Михайлівна
Ната́лія Перло́ва (* 1975) — українська альпіністка. Майстер спорту міжнародного класу зі скелелазіння.

## З життєпису
Народилася 1975 року в місті Дніпро. Скелелазінням займалася від 1987-го. Спеціалізація — боулдеринг.
1996 року вийшла заміж за Серіка Казбекова. Її мама — Валентина Куршакова — також альпіністка.
Зайняла за підсумками Кубка Світу-2001 7-ме місце у світовому рейтингу з боулдерингу (Вінтертур).
Після проходження етапу поділила перший рядок у рейтингу Кубка світу-2002 з Лізою Рендс (США).
На «Fiera di Primiero» (Італія), 14-16 червня 2002 року українська пара Серіка Казбекова та Наталії Перлової здобула золоту та бронзову медалі.
2003 року в Шамоні здобула срібну нагороду Чемпіонату світу зі скелелазіння.
Її донька Казбекова Євгенія Серіківна — також спортсменка.
З 2000-х — у місті Дніпро працює тренеркою зі скелелазіння.